# Figulus albertisi
Figulus albertisi es una especie de coleóptero de la familia Lucanidae.

## Distribución geográfica
Habita en Nueva guinea.